# Gato Pérez
Xavier Patricio Pérez Álvarez (Buenos Aires, 11 de abril de 1951-Caldes de Montbui, Barcelona, 18 de octubre de 1990), conocido artísticamente como Gato Pérez, fue un músico de origen argentino establecido en Cataluña, que destacó especialmente en el género musical de la rumba catalana que fusionó con la salsa de manera original. Fue bajo, guitarra, cantante y compositor.

## Biografía
Aunque nació en Buenos Aires, procedía de familias españolas emigradas tras la guerra civil. Sus abuelos paternos eran de Asturias y La Rioja; y los maternos, de León y Burgos. Su abuelo paterno era propietario de una flotilla de taxis que alquilaba en Madrid al cuerpo diplomático. Al comenzar la guerra, huyó a Barcelona, donde trabajó en una fábrica aeronáutica dirigida por rusos y de ahí pasó a los campos de refugiados del sur de Francia. Tras enfermar de tuberculosis regresó a su familia de Barcelona, una familia de derechas. En 1948 su padre decidió emigrar a  Buenos Aires donde conoció a la madre del Gato, que era pianista.
Gato Pérez nació en Buenos Aires, en un parto por cesárea. Se crio en un barrio de clase media-alta y se formó en un colegio bilingüe, al que asistían los hijos de la burguesía industrial y financiera bonaerense, a los que detestaba. Sus primeros contactos con la música fueron junto a su abuelo, con el que escuchaba la radio y los seriales de los sesenta. Fue la radio la que le descubrió el rock and roll de Bill Haley y los Comets, lo que fue una completa epifanía para el artista. Su primera actuación tuvo lugar en la fiesta de fin de curso del colegio inglés interpretando Claudette y Wake up little Susie de los Everly Brothers. El rock and roll había llegado pronto a Argentina, por lo que los músicos argentinos aprendieron a tocarlo, y quemaron etapas mucho antes que los españoles, lo que sería determinante para que fueran los mismos argentinos quienes introdujeran un rock fresco e hispano en la España de la Transición. Antes de llegar a España, fue parte de un grupo de música pampera, los Baguales. Al llegar a Barcelona siguió al grupo de rock de Los Salvajes y a Los Cheyennes.

## Trayectoria
Llegó a Barcelona en 1966 con su madre para unirse al padre que había hecho el viaje antes. Acabado el bachillerato se estableció un tiempo en Londres, con el objetivo de entrar a trabajar en alguna discográfica pero no tuvo suerte y volvió a Barcelona, donde trabajó como mayordomo por su perfecto inglés. Su apodo de "Gato", le vino por su cara redondita.
El primer grupo en el que estuvo integrado en la Ciudad Condal fue Revelación Mesmérica, con Rafael Zaragoza, que luego se llamó Nosaltres y finalmente Pérez y Zaragoza, tipo Simon & Garfunkel.
Desde principio de los años 1970 su inquietud musical le lleva a la formación, con otros músicos, de distintas bandas como Slo-Blo (country rock,  y un intento de emular a los Flying Burrito Brothers, que fue el primer grupo que actuó en la sala Zeleste, de Barcelona) y Secta Sónica (jazz rock, proveniente, en parte, del anterior).

En 1977 empieza a experimentar con la rumba catalana y posteriormente publica sus dos primeros álbumes (Carabruta y Romesco), a los que seguirá el más comercial Atalaya.
"Tuvo que venir un profeta argentino para unir a los gitanos de aquí" (Carlos Flaviá).
En 1981 Gato Pérez padece un infarto, empieza a tener graves problemas de salud y la fatiga producida por sus problemas cardíacos le obliga a dejar el alcohol. Sus siguientes álbumes los compone, según sus propias palabras, 'bajo los efectos del agua mineral'.
Gato Pérez ha sido reconocido como el renovador de la rumba catalana, precisamente en unos momentos en que pasaba por sus horas más bajas, debido a la pujanza de la movida madrileña. Destacan especialmente la calidad de sus letras y la fusión que logra entre la rumba y otras músicas populares contemporáneas, como el rock, la salsa o incluso el bolero.

Según el propio artista:
La rumba catalana es la música propia, característica y original de la Barcelona urbana. Ha nacido de una comunidad marginada pero netamente barcelonesa y muy arraigada y posee un sello atractivísimo, entre gitano, flamenco y centroamericano, que no se puede comparar con nada conocido. (Gato Pérez).
Además, como compositor y letrista, introdujo en sus canciones  las primeras críticas a los entonces incipientes síntomas de discriminación contra trabajadores africanos y comunidades gitanas, además de criticar determinados problemas de polución de una idílica ciudad mediterránea.
Sus problemas de salud no lo abandonarán hasta su muerte, víctima de un infarto de miocardio, en 1990. Posteriormente, su figura ha sido objeto de numerosos homenajes por parte de la profesión musical. Ventura Pons, que ya contó con Gato Pérez para la banda sonora de su película La rubia del bar, ha dirigido un documental acerca de su vida, titulado El gran Gato.
Marcos Ordóñez escribió su biografía con el título Gato Pérez, la rumba como ética (Júcar, 1987).
Diez años después de su muerte, sus amigos y admiradores se unieron en un concierto en su honor, en el que participaron: Carme Canela, Miqui Puig, Jaume Sisa, Ia Clua, Manel Joseph, Quintín Cabrera, Sergio Makaroff, la troupe de Som La Rumba, los Manolos 2000, Marina Rosell, Yumitus, Rafaelito Salazar y Son Com Son. El concierto se celebró en la Sala Luz de Gas de Barcelona y fue presentado por Àngel Casas, Pepe Rubianes y Carles Flaviá.
En 2010, y también en el barcelonés barrio de Gracia, se celebró un nuevo homenaje, Gatos que bailan Pérez por los tejados, en las fiestas mayores del barrio.

## Discografía

### Con el grupo Secta Sónica
- Fred Pedralbes (1976) (Reeditado en formato CD y digital por Picap 2010)
- Astroferia (1977) (Reeditado en formato CD y digital por Picap 2010)

Guitarras: Jordi Bonell, Rafael Zaragoza ("Zarita") y Víctor Cortina.
Bajo: Javier Patricio "Gato" Pérez.
Batería: Toni Arasil y Jordi Vilella.

### Como Gato Pérez
- Carabruta (1978)
- Romesco (1979; reeditado en formato CD y digital por Picap, 2007)
- Atalaya (1981)
- Prohibido maltratar a los gatos (1982)
- Flaires de Barcelunya (1982)
- Música (1983)
- Ke imbenten ellos (1984)
- Gato x Gato (1986; reeditado en formato CD y digital por Picap, 2003)
- La rubia del bar (1986; reeditado en formato digital por Picap, 2003)
- Ten (1987; reeditado en formato CD y digital por Picap, 2003)
- Fenicia (1990)
- Sabor de barrio (recopilación, 1991)

### Colaboraciones
- Tocats de Nadal - disco colectivo (1988)

### Homenajes a Gato Pérez
- Orquesta Platería: Gatísimo (2002)
- Varios: El gran Gato, banda sonora de la película El gran Gato, dirigida por Ventura Pons (2003)
- Derrumband: & Los Amigos de Siempre (2011)
- Derrumband: A Barcelunya (2017). Disco tributo al LP Flaires de Barcelunya

## Canciones más destacadas
- "Ja soc aquí"
- "Viejos automóviles"
- "Sin ser valiente"
- "La rumba de Barcelona"
- "El ventilador"
- "Rumba del's 60"
- "Todos los gatos son Pardos"
- "La curva del Morrot"
- "Gitanitos y morenos"
- "Se fuerza la máquina"
- "La rumba de aquí"
- "Luna brava"
- "Quise ser tu amigo"
- "El mismo de antes"